# Körsor
A körsor egy euklideszi geometriában használt fogalom, olyan körök összességét jelenti, melyek normálegyenlete előáll két kör normálegyenletének (nem nulla paraméterű) lineárkombinációjaként, azaz az egyenlete felírható
λ1[x2+y2+2A1x+2B1y+C1] + λ2[x2+y2+2A2x+2B2y+C2] = 0
alakban, ahol a kör kanonikus egyenlete: (x+A)2+(y+B)2=√C alakot ölti.
Az egyszerűbb kezelhetőség érdekében a körök közé most beleértjük a pont- és a képzetes köröket is.
Még be kell látni, hogy a definíció értelmes, azaz minden egybevágóságig megegyező koordináta-rendszerben a fenti egyenletek ugyanazokat az alakzatokat adják.

### Geometriai jelentése
Két alapkör, és minden λ1, λ2 esetén a körsor elemei olyan ponthalmazok, hogy a ponthalmaz minden pontjára (és csak azokra) a két körre vonatkozó hatványok aránya: - λ1 / λ2. Ez a mértani hely már triviálisan megmarad a sík minden egybevágóságtartó transzformációjánál.

## Osztályozásaik
Két kör négyféle lehetséges helyzetéhez négyféle különböző körsort különböztethetünk meg:
Koncentrikus körök koncentrikus körsort határoznak meg:
Egy pontkör és nulla egyenes van benne, ortogonális sora egy centrális sugársor.
Nem metsző és nem koncentrikus körök lineáris kombinációi (nem 0-0 egyhók esetén): elliptikus vagy Appolóniuszi-körsor:
Két pontkör, egy egyenes található benne, minden kör a két pontkör egy Appolóniusz-köre, ortogonális sora hiperbolikus körsor.
Egy pontban metsző körök esetén parabolikus körsorról beszélhetünk:
Egy egyenes és egy pontkör található benne, ortogonális sora parabolikus körsor
Két pontban metsző körök esetén hiperbolikus körsort határoznak meg:
Egy egyenes és nulla pontkör van az alakzatok közt, ortogonális sora elliptikus körsor.